# Shoxrux Abduxalilov
Shoxrux Abduxalilov (n. 19 februarie 1999, Bekabad⁠(d), Regiunea Tașkent, Uzbekistan) Actor și producător de film uzbek. A fost nominalizat la mai multe premii și nominalizări, inclusiv la Uzbekfilm Award și două Golden Cheetah Awards, precum și la două M&TV Film Awards și două NTT Awards.

## Biografie
Shoxrux Abduxalilov s-a născut pe 19 februarie 1999 în orașul Bekobad, regiunea Tașkent, într-o familie intelectuală.   După ce a absolvit două școli din Bekobad, Shoxrux a intrat la Liceul Academic al Universității Mondiale de Economie și Diplomație din Tașkent.  După ce a absolvit Liceul Academic, Shoxrux a intrat la Universitatea Yeoju din Tașkent.   După ce a studiat acolo administrarea afacerilor și relații economice internaționale, a decis să plece la Londra pentru a studia. La Londra, a studiat administrarea afacerilor și comerțul și finanțele la University of West London.  După ce a absolvit această universitate, s-a întors la Tașkent.  Și-a absolvit masteratul la filiala Tașkent a Universității Ruse de Economie, numită după G.V. Plehanov.

## Cariera
Shoxrux și-a început cariera în 2007, jucând un rol secundar în celebrul film uzbec „Boʻrilar”, după care a participat și la unul dintre episoadele filmului „Jazo”. Primul joc mic al lui Shoxrux a apărut din rolul lui Alisher în proiectul „Chol va Nabira”, după care a început să fie invitat în roluri mai mari. Primul joc mic al lui Shoxrux a apărut din rolul lui Alisher în proiectul „Chol va Nabira”, după care a început să fie invitat în roluri mai mari.
De asemenea, a primit unul dintre cele mai mari roluri din serialul sincer „Dada”. În 2011, Shoxrux a jucat rolul unui personaj secundar în proiectul „Farzandim” al regizorului Elyor Xoshimov. Cu toate acestea, Shoxrux a câștigat o mare recunoaștere și faimă ca actor de film după ce a apărut în filmul „Sariq qalpoqcha” în toamna lui 2012.
Filmul „Sariq qoripaqcha 2” nu i-a adus prea multă faimă. Această imagine a devenit o caracteristică a actorului. După aceea, Shahrukh a primit multe oferte de film și a jucat mai multe roluri în filmele „Farzandim 2”, „Uylanish muammosi”, „Oyqiz ertagi”. În 2020, Shoxrux și-a început și cariera de producție; Prima sa activitate de producție, „Sensiz”, este de așteptat să fie proiectată în cinematografele uzbece în curând. Pe lângă actorie, Shoxrux este implicat și în afaceri.

## Filmografie
Mai jos, în ordine cronologică, este o listă ordonată a filmelor în care a apărut Shoxrux Abduxalilov.
| An   | Film              | Rol     | Sursă  |
| ---- | ----------------- | ------- | ------ |
| 2007 | Bo’rilar          | Davrik  | [ 7 ]  |
| 2007 | Jazo              | Elmurod |        |
| 2009 | Chol va nabira    |         | [ 8 ]  |
| 2009 | So'nggi lahza     |         |        |
| 2010 | Dada              |         | [ 9 ]  |
| 2011 | Farzandim         |         | [ 10 ] |
| 2012 | Sariq qalpoqcha   |         |        |
| 2013 | Farzandim 2       | Doniyor | [ 11 ] |
| 2014 | Sariq qalpoqcha 2 |         | [ 12 ] |
| 2015 | Uylanish muammosi |         |        |
| 2016 | Virus             |         |        |
| 2016 | Oyqiz ertagi      |         | [ 13 ] |
| 2017 | Asir vobosi       | Azamat  |        |
| 2020 | Sensiz            |         |        |

## Premii și nominalizări
| An   | Acorda             | Categorie                                            | Film           | Rezultat     |
| ---- | ------------------ | ---------------------------------------------------- | -------------- | ------------ |
| 2007 | M&TV Premios       | Cel mai tânăr actor masculin.                        | Boʻrilar       | Câștigat     |
| 2008 | NTT Premios        | Cel mai tânăr actor masculin.                        | Jazo           | Nominalizare |
| 2009 | Yoshlar Premios    | Cel mai tânăr actor masculin.                        | Jazo           | Câștigat     |
| 2009 | M&tv Premios       | Micuții de liceu sunt cei mai buni actori.           | So'nggi lahza  | Câștigat     |
| 2009 | El guepardo dorado | Micuții de liceu sunt cei mai buni actori.           | Chol va nabira | Nominalizare |
| 2016 | My5 Premios        | Cea mai elegantă stea care sparge mucegaiul (bărbat) | Virus          | Câștigat     |
| 2016 | My5 Premios        | Cea mai elegantă pictogramă pop-up                   | Oyqiz ertagi   | Nominalizare |